# باجة (البرتغال)
باجة مدينة برتغالية تقع في الجنوب الشرقي للبرتغال. تمتد المدينة على مساحة 1,147.1 كم2 ويقطنها 35,854 ساكن حسب إحصائيات 2011. هي أقدم مدن الأندلس بنياناً وأولها اختطاطاً ومعنى باجة الصلح. نزلها المسلمون مع طارق بن زياد. ولد فيها المعتمد بن عباد ملك إشبيلية. من أشهر أعلامها أبو الوليد الباجي وهو فقيه أصولي وصاحب «المنتقى والإشارة».

## المناخ
يظهر الجدول التالي التغييرات المناخية على مدار السنة لباجة:
| البيانات المناخية لـباجة          | البيانات المناخية لـباجة | البيانات المناخية لـباجة | البيانات المناخية لـباجة | البيانات المناخية لـباجة | البيانات المناخية لـباجة | البيانات المناخية لـباجة | البيانات المناخية لـباجة | البيانات المناخية لـباجة | البيانات المناخية لـباجة | البيانات المناخية لـباجة | البيانات المناخية لـباجة | البيانات المناخية لـباجة | البيانات المناخية لـباجة |
| الشهر                             | يناير                    | فبراير                   | مارس                     | أبريل                    | مايو                     | يونيو                    | يوليو                    | أغسطس                    | سبتمبر                   | أكتوبر                   | نوفمبر                   | ديسمبر                   | المعدل السنوي            |
| --------------------------------- | ------------------------ | ------------------------ | ------------------------ | ------------------------ | ------------------------ | ------------------------ | ------------------------ | ------------------------ | ------------------------ | ------------------------ | ------------------------ | ------------------------ | ------------------------ |
| الدرجة القصوى °م (°ف)             | 22.0 (71.6)              | 24.5 (76.1)              | 30.0 (86.0)              | 32.6 (90.7)              | 37.2 (99.0)              | 45.4 (113.7)             | 45.2 (113.4)             | 45.4 (113.7)             | 42.0 (107.6)             | 35.0 (95.0)              | 28.1 (82.6)              | 22.0 (71.6)              | 45.4 (113.7)             |
| متوسط درجة الحرارة الكبرى °م (°ف) | 14.0 (57.2)              | 15.5 (59.9)              | 19.0 (66.2)              | 20.4 (68.7)              | 24.3 (75.7)              | 29.9 (85.8)              | 33.3 (91.9)              | 33.1 (91.6)              | 29.4 (84.9)              | 23.5 (74.3)              | 18.0 (64.4)              | 14.5 (58.1)              | 22.91 (73.24)            |
| المتوسط اليومي °م (°ف)            | 9.7 (49.5)               | 10.8 (51.4)              | 13.4 (56.1)              | 14.6 (58.3)              | 17.7 (63.9)              | 22.0 (71.6)              | 24.6 (76.3)              | 24.8 (76.6)              | 22.4 (72.3)              | 18.2 (64.8)              | 13.6 (56.5)              | 10.7 (51.3)              | 16.88 (62.38)            |
| متوسط درجة الحرارة الصغرى °م (°ف) | 5.4 (41.7)               | 6.0 (42.8)               | 7.7 (45.9)               | 8.7 (47.7)               | 11.0 (51.8)              | 14.0 (57.2)              | 15.8 (60.4)              | 16.4 (61.5)              | 15.4 (59.7)              | 12.9 (55.2)              | 9.2 (48.6)               | 6.8 (44.2)               | 10.78 (51.40)            |
| أدنى درجة حرارة °م (°ف)           | −2.7 (27.1)              | −3.2 (26.2)              | −3.2 (26.2)              | 0.3 (32.5)               | 3.3 (37.9)               | 7.6 (45.7)               | 8.7 (47.7)               | 9.0 (48.2)               | 7.5 (45.5)               | 3.8 (38.8)               | 0.3 (32.5)               | −0.9 (30.4)              | −3.2 (26.2)              |
| الهطول مم (إنش)                   | 65.7 (2.59)              | 55.0 (2.17)              | 40.5 (1.59)              | 58.8 (2.31)              | 43.3 (1.70)              | 13.1 (0.52)              | 2.4 (0.09)               | 4.0 (0.16)               | 29.5 (1.16)              | 71.5 (2.81)              | 76.5 (3.01)              | 97.7 (3.85)              | 558 (22.0)               |
| المصدر: IPMA                      |                          |                          |                          |                          |                          |                          |                          |                          |                          |                          |                          |                          |                          |

## توأمة
- باجة،  تونس (1993)

## أعلام
- فرنسيسكو ميغيل دوارتي
- بيدرو كايشينيا
- تشاينا
- كويم
- لويس باروسو
- المعتمد بن عباد